# Estadio Carlos Dittborn
Estadio Carlos Dittborn – wielofunkcyjny stadion w mieście Arica, w Chile. Używany jest głównie do rozgrywania meczów piłkarskich. Mecze na tym stadionie rozgrywają drużyny CD San Marcos Arica i Universidad de Tarapacá. Obiekt może pomieścić 17 786 ludzi.

## Historia
Obiekt został wybudowany na Mistrzostwa Świata w Piłce Nożnej 1962, które były organizowane przez Chile. Architektem był Karl Brunner. Został tam zlokalizowany ze względu na bliskość (18 km) do granicy z Peru. Organizatorzy byli pewni, że reprezentacji sąsiedniego kraju uda się zakwalifikować do tego turnieju, Peruwiańczycy jednak w eliminacjach przegrali z piłkarzami Kolumbii.
Nazwa stadionu pochodzi od osoby Carlosa Dittborna, który był prezydentem komitetu przygotowującego Mistrzostwa Świata w tym kraju. Dittborn umarł na miesiąc przed rozpoczęciem turnieju.

## Mistrzostwa Świata 1962
Podczas Mundialu w 1962 roku na tym stadionie zostały rozegrane mecze grupy A. W skład grupy wchodziły reprezentacje Związku Radzieckiego, Jugosławii, Urugwaju i Kolumbii.
Największą frekwencję ze spotkań grupowych miał mecz Związku Radzieckiego z Jugosławią (2:0), na który przyszło ponad 15 tys. widzów. Najmniej, 7 167 kibiców obejrzało spotkanie Jugosławii i Kolumbii zakończone wynikiem 5:0.
Prócz meczów grupowych na tej arenie odbył się także ćwierćfinał pomiędzy reprezentacją Chile a reprezentacją Związku Radzieckiego zakończony wynikiem 2:1. Spotkanie obejrzało ponad 17 tys. widzów.